# Midt i en overgang
|  | Denne artikel er oprettet af botten Steenthbot ud fra en ekstern database. Den kan derfor have sproglige fejl eller mangler. Denne skabelon kan fjernes efter kontrol af indholdet. |

Midt i en overgang er en dansk dokumentarfilm fra 1980 instrueret af Bent Barfod efter eget manuskript.

## Handling
I en blanding af real-, tegne- og special-effekt-film er der lagt op til en uhøjtidelig debat om fordele og ulemper ved vor tids anvendelse af edb, som både rummer udfordringer og risikoer. Filmen indledes med en tour de force gennem vores kulturhistorie og billeder af, hvordan verden har hængt sammen i vores fælles forståelse af den - indtil nu. Hvad er det for et samfund, vi vil have? Kan vi bevare romantikken? Og kan vi undgå misbrug?